# Епобіокрин
Епобіокри́н (Epobiocrinum) — лікувальний розчин для ін'єкцій, який має протианемічну дію. За своєю дією здатен нормалізувати рівень гемоглобіну та гематокриту, усуває симптоми, пов'язані з анемією. Випускається українською фармацевтичною компанією «БІОФАРМА».

## Діюча речовина
До складу входить рекомбінантний еритропоетин людини (епоетин альфа). Еритропоетин є гормоном білкової природи, який виділяється нирками та купферовськими клітинами печінки. Має еритропоетичну дію, є чинником, що стимулює мітоз та процес формування еритроцитів.

## Показання та застосування
Препарат призначають для лікування анемії ниркового походження та пацієнтам з хронічною нирковою нестачею, які ще не проходили гемодіаліз. Під час вагітності епобіокрин застосовують задля оптимізування лікування анемії у передчасно народжених дітей. Препарат вводять внутрішньовенно або підшкірно. При внутрішньовенному введенні період напіввиведення становить близько 4 годин. При підшкірному введенні період напіввиведення становить близько 24 годин.

## Протипоказання
Препарат не можна використовувати при неконтрольованій гіпертензії, при периферійно-артеріальних та церебрально-судинних захворювань. Не можна поєднувати з препаратами, що уповільнюють еритропоез, бо тоді буде блокування дії епобіокрину.